# Астон Мартин 2 Литра Спортс
Астон Мартин 2 Литра Спортс е спортен автомобил на Астон Мартин, произвеждан в периода 1948 - 1950 г. Това е първият модел, произведен под ръководството на новия собственик на компанията Дейвид Браун. Следващите модели на компанията получават названието DB и затова този модел е известен и като DB1. Автомобилът е показан за първи път на автоизложението в Лондон и е базиран на прототипа Атом. Произведени за 15 бройки. Мощността на автомобила е 91 к.с., но заради високото тегло и нискооктановия бензин в следвоенна Великобритания максималната скорост достига едва 150 км/ч.